# Enzo Avallone
Enzo Avallone, all'anagrafe Vincenzo Avallone (Salerno, 8 ottobre 1955 – Salerno, 3 gennaio 1997), è stato un ballerino e cantante italiano, attivo in teatro e in televisione tra fine anni settanta e i primi ottanta; fu occasionalmente anche attore cinematografico. Raggiunse la celebrità nel 1979 partecipando al varietà televisivo Fantastico al fianco di Heather Parisi, Loretta Goggi e Beppe Grillo.
Quest'ultimo coniò per lui il soprannome Truciolo per via dei suoi lunghi riccioli biondi.

## Biografia
Figlio di un ex pallanuotista poi divenuto ristoratore,  iniziò i suoi studi al Centro Studi Danze Classiche di Salerno per poi continuare alla Scala di Milano e perfezionarsi a Cannes e Bologna.
Debuttò in teatro come primo ballerino agli inizi degli anni settanta con una rappresentazione della Carmen di Bizet, condividendo il palcoscenico con Kayo Mafune del Tokyo Ballet e Margarita Trajanova dell'Opera di Stato di Sofia.
Nel 1977 fu portato in Rai dal coreografo Franco Miseria che, dopo averlo provinato, lo lanciò nel corpo di ballo del programma Piccolo Slam, show pomeridiano condotto da Stefania Rotolo e Sammy Barbot.
Nel 1979 fu interprete, insieme a Gloria Piedimonte, del film Baila Guapa di Adriano Tagliavia. A ottobre di quell'anno giunse alla prima serata televisiva comparendo al fianco di Heather Parisi nella sigla danzata di Fantastico, spettacolo del sabato sera abbinato alla Lotteria Italia condotto da Loretta Goggi. Nel corso della trasmissione, in cui era primo ballerino, la sua figura assunse via via più importanza da quando Beppe Grillo, comico allora emergente facente parte del cast della trasmissione, iniziò a citarlo nei suoi monologhi chiamandolo "Truciolo", in riferimento alla sua folta e riccioluta capigliatura bionda. Sull'onda dell'improvvisa popolarità raggiunta Avallone iniziò ad apparire in spettacoli teatrali e televisivi, lavorando al fianco anche di Rudol'f Nureev, ed esibendosi in varie tournée internazionali.
Nel 1980 debuttò come cantante incidendo il suo primo 45 giri con i brani Ti chiami Africa e Sorrisi, entrambi scritti da Silvio Testi, Dina Tosi e Franco Miseria. Nonostante il buon successo di vendite del singolo l'album che ne seguì, Viaggio (Sky Bird Symphony), e i singoli Ghiaccio e Calipso (rispettivamente del 1981 e 1982) non ebbero lo stesso favore di pubblico.
Durante l'edizione di Premiatissima si presentò con un completo cambio di look, indossando uno smoking bianco identico a quello della defunta Stefania Rotolo, mostrando le spalle al pubblico in modo da impersonare la ballerina romana, tanto che lo stesso Claudio Cecchetto in un lapsus lo presenta con il nome del personaggio impersonato. Qualche tempo dopo lo stesso Franco Miseria ammetterà di non essere stato lui in prima persona l'autore del testo di Calipso, ma solo di averla riadattata per Avallone, in quanto tale brano era stato composto per volontà della Rotolo di cui la stessa scrisse parte del testo che non le fu mai accreditato causa i suoi problemi di salute. La coreografia ballata dallo stesso artista salernitano doveva far parte di un video dove l'artista romana si congedava a tutti i fan, il progetto non fu realizzato per l'aggravarsi della malattia della Rotolo.
Nel 1982 sembrava arrivata per lui la prima grande opportunità come attore televisivo: venne infatti contattato dalla RAI per interpretare il ruolo principale dello sceneggiato televisivo Marco Polo, co-produzione italo-americana diretta da Giuliano Montaldo. Per motivi mai chiariti, pochi giorni prima dell'inizio delle riprese fu decisa la sua sostituzione con l'attore statunitense Ken Marshall.

### Controversie
Il seguito degli anni ottanta vide la notorietà di Avallone scemare e l'unico motivo d'interesse che destò nella stampa fu a fine decennio quando, la sera del 1º aprile 1988, fu arrestato nel suo appartamento per detenzione di cinque grammi di cocaina.

### Ritorno sulle scene e morte
Un successivo tentativo di ritorno sul palcoscenico non ebbe gli esiti sperati e pochi mesi dopo tale tentativo Avallone, affetto da AIDS venne ricoverato in una clinica della sua città natale, Salerno, dove morì a 41 anni.

## Omaggi
- In memoria di Enzo Avallone l'Associazione Culturale Diffusione Danza di Salerno istituì il Premio "Enzo Avallone"[5], conferito annualmente per premiare la carriera, il talento o la potenzialità di una personalità affermata o emergente del mondo dello spettacolo.

## Filmografia
- Baila guapa, di Adriano Tagliavia (1979)

## Discografia

### Album
- 1981 - Viaggio (Sky Bird Symphony)

### Singoli
- 1980 - Ti chiami Africa/Sorrisi
- 1980 - Ghiaccio/Una vita sola non basta
- 1982 - Calipso/Questo amore nano